# Albert Pijuan i Hereu
Albert Pijuan i Hereu (Calafell, 23 de juliol de 1985) és un escriptor i traductor català. És llicenciat en Ciències Polítiques i Filosofia, ha publicat tant poesia com teatre i novel·la. Ha publicat relats curts en diverses antologies (Nyiii i altres narracions, Arola, 2003; Blastoestimulina i altres narracions, Arola, 2005; Històries de l'Àfrica, Centre d'Estudis Africans, 2009). Ha representant l'obra dramàtica Nix tu, Simona, al Festival LOLA 2012 d'Esparreguera. El 2015 va traduir L'ésser estimat, d'Evelyn Waugh amb Labreu Edicions. A les eleccions municipals de 2015 va ser escollit regidor de l'Ajuntament de Calafell per la Candidatura d'Unitat Popular. La novel·la Tsunami, publicada a Angle editorial, li va valer els premis Pin i Soler (2020), Finestres (2021), el Premi de la Crítica de narrativa catalana (2021) i el Premi Crexells.

## Obra publicada
Poesia
- Cosmogonia falorniana (Ajuntament de Calvià, 2010)

Teatre
- Tabula brasa (Onada, 2010)
- El regne de les anguiles; Finestreta D-72 (Re&Ma 12, 2014)

Novel·la
- El franctirador (Angle, 2014)
- Ramon Llull. Ara i aquí (Angle, 2016)
- Tsunami (Angle, 2020)[4]
- La Gran Substitució (Angle, 2024)

Narrativa
- Seguiràs el ritme del fantasma jamaicà (Angle, 2017)

## Premis i reconeixements
- Premi Rei en Jaume de poesia 2009 per Cosmogonia falorniana
- Premi Ciutat de Sagunt - Pepe Alba de teatre 2010 per Tabula brasa
- Premi Pin i Soler de narrativa 2020 per Tsunami
- Premi Finestres de narrativa 2021 per Tsunami
- Premi de la Crítica de narrativa catalana 2021 per Tsunami
- Premi Joan Crexells de narrativa 2024 per La gran substitució